# نیواولسن
نیواولسن (به لاتین: Ny-Ålesund) یک منطقهٔ مسکونی در نروژ است که در سوالبار واقع شده‌است. نیواولسن ۳۵ نفر جمعیت دارد.